# Кусмень (деревня)
Кусмень — деревня в Тогучинском районе Новосибирской области. Входит в состав Киикского сельсовета.

## География
Площадь деревни — 116 гектаров.

## Население
| 2002 | 2007 | 2010 |
| ---- | ---- | ---- |
| 210  | ↘170 | ↘142 |

## Инфраструктура
На деревне по данным на 2007 год офункционирует 1 учреждение здравоохранения.